# 유엔 글로벌 콤팩트
유엔글로벌콤팩트 (United Nations Global Compact)는 전 세계 기업들이 유엔글로벌콤팩트의 핵심 가치인 인권, 노동, 환경, 반부패 분야의 10대 원칙을 기업의 운영 및 경영전략에 내재화시켜 지속가능성과 기업시민의식 향상에 동참할 수 있도록 권장하고, 이를 위한 실질적인 방안을 제시하며, 그 실행을 국제기구에 보고하도록 장려하는 세계 최대의 기업 지속가능성 이니셔티브이다. 전세계적인 비즈니스 커뮤니티와 유엔의 시스템에서 책임 있는 비즈니스 관행 및 유엔의 가치를 증진하는 조직으로서, 유엔 총회가 정한 임무에 따라 활동한다.

유엔글로벌콤팩트는 1999년 1월, 코피 아난 제7대 UN 사무총장이 세계경제포럼에서 제창하여, 2000년 7월 뉴욕 UN본부에서 정식으로 발족되었다. UN 사무총장의 직속 글로벌 협의체이기에 UN 사무총장이 유엔글로벌콤팩트의 사무총장을 임명하고 있다. 

## 개요
유엔 글로벌 콤팩트 (UN Global Compact)는 인권, 노동, 환경 및 반부패 분야 등 10 가지 기업의 사회적인 원칙을 명시한 기업을 위한 원칙 기반 프레임 워크를 제시한다.

## ESG 용어의 시작
ESG라는 용어는 2004년 유엔글로벌콤팩트와 20여개 금융기관이 공동으로 작성한 보고서 ‘Who Cares Wins’에서 처음 등장하였다. 이후 현재까지 ESG는 모든 산업 분야에 영향을 미치는 유비쿼터스 개념이 되었고, 기업들은 각자의 전략에 ESG를 포함시키고 있다.

## 유엔 글로벌 콤팩트 운영
유엔 글로벌 콤팩트 (UN Global Compact)는 세계 협약 (Global Compact) 하에서 기업들은 유엔 기관, 노동 단체 및 시민 사회와 함께 기업의 사회적 의무와 역할에 대해서 책임을 다하도록 권장하는 기능을 한다. 세계의 각 지역별 도시는 도시 계획을 통해 유엔 글로벌 콤팩트에 가입 할 수 있다.

## 유엔 글로벌 콤팩트 10 가지 원칙
유엔 글로벌 콤팩트는 처음에 9 가지 원칙으로 시작되었다. 2004년 6월 24일 코피 아난 (Kofi Annan)은 첫 번째 글로벌 콤팩트 정상 회의 (Global Compact Leaders Summit)에서 2003년 채택 된 부패 방지를위한 유엔 협약에 따라 부패에 대한 10 번째 원칙을 추가한다고 발표했다.
기업은 다음 원칙을 수행 해야 한다.

### 10 가지 상세 원칙: 인권
- 인권

원칙 1 : 국제적으로 선언 된 인권 보호를 지지하고 존중한다
원칙 2 : 사람이 인권 유린에 연루되지 않았는지 확인 해야 한다.

### 10 가지 상세 원칙: 노동 기준
- 노동 기준

원칙 3 : 결사의 자유와 단체 교섭권의 효과적인 인정 해야 한다.

원칙 4 : 모든 형태의 강제 노동 반드시 철폐 한다.

원칙 5 : 아동 노동에 대한 현실적이며 효과적인 폐지를 수행한다.

원칙 6 : 고용 및 직업에서의 어떠한 차별도 철폐 한다

### 10 가지 상세 원칙: 환경
- 환경

원칙 7 : 환경 문제에 대한 예방 적 접근을 지원한다.

원칙 8 : 환경 책임을 증진하기 위한 이니셔티브를 수행한다.

원칙 9 : 친환경 기술의 개발과 보급을 장려한다.

### 10 가지 상세 원칙: 반부패
- 반부패

원칙 10 : 기업은 강요와 뇌물 수수를 포함한 모든 형태의 부패에 반대해야 한다.

## 국가별 네트워크
글로벌 콤팩트의 지역별 국가 네트워크는 국가 차원에서 수행 방안과 실행할 때의 10 가지 원칙을 제시한다. 현재 약 85 개의 국가별 지역 네트워크가 있다. 이러한 네트워크는 회사와 비영리 기관이 다양한 국가, 문화 및 언어 환경에서 책임 있는 비즈니스가 의미하는 바를 이해하는 데 도움을 주도록 국가화한 네트워크이다..

### 호주 지역
호주의 Global Compact Local Network는 2009년 호주의 비즈니스 커뮤니티 및 이해 관계자 그룹이 운영위원회를 구성하여 설립되었다.

### 불가리아
불가리아에서 (Bulgaria)의 Global Compact Local Network는 불가리아 대통령 (Georgi Parvanov)의 후원하에 2003년 1월에 설립되었다.

### 프랑스
2004년에 설립 된 Global Compact Network France는 2017년에 1,100 회원 단체 숫자가 넘는 스페인에 이어. UN 글로벌 콤팩트 네트워크 중 두 번째로 큰 네트워크이다.

## 같이 보기
- 기업의 사회적 책임
- 지속 가능한 발전